# Echinometra
Echinometra — це рід морських їжаків у родині Echinometridae. Види Echinometra зображені на марках Нової Каледонії та Французької Полінезії.

## Опис
Види роду Echinometra досягають розмірів 10-20 см.
Харчуються водорослями. Цікавою особливістю є здатність цих (зокрема Echinometra mathaei) морських їжаків закріплюватися в камінні.

## Види
Рід складається з 5 видів:
- Echinometra insularis H.L. Clark, 1912
- Echinometra lucunter (Linnaeus, 1758)
- Echinometra mathaei (Blainville, 1825)
- Echinometra vanbrunti A. Agassiz, 1863
- Echinometra viridis A. Agassiz, 1863

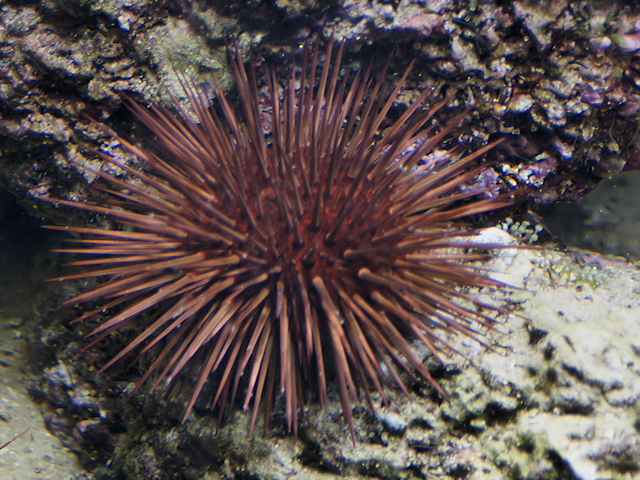
Echinometra lucunter
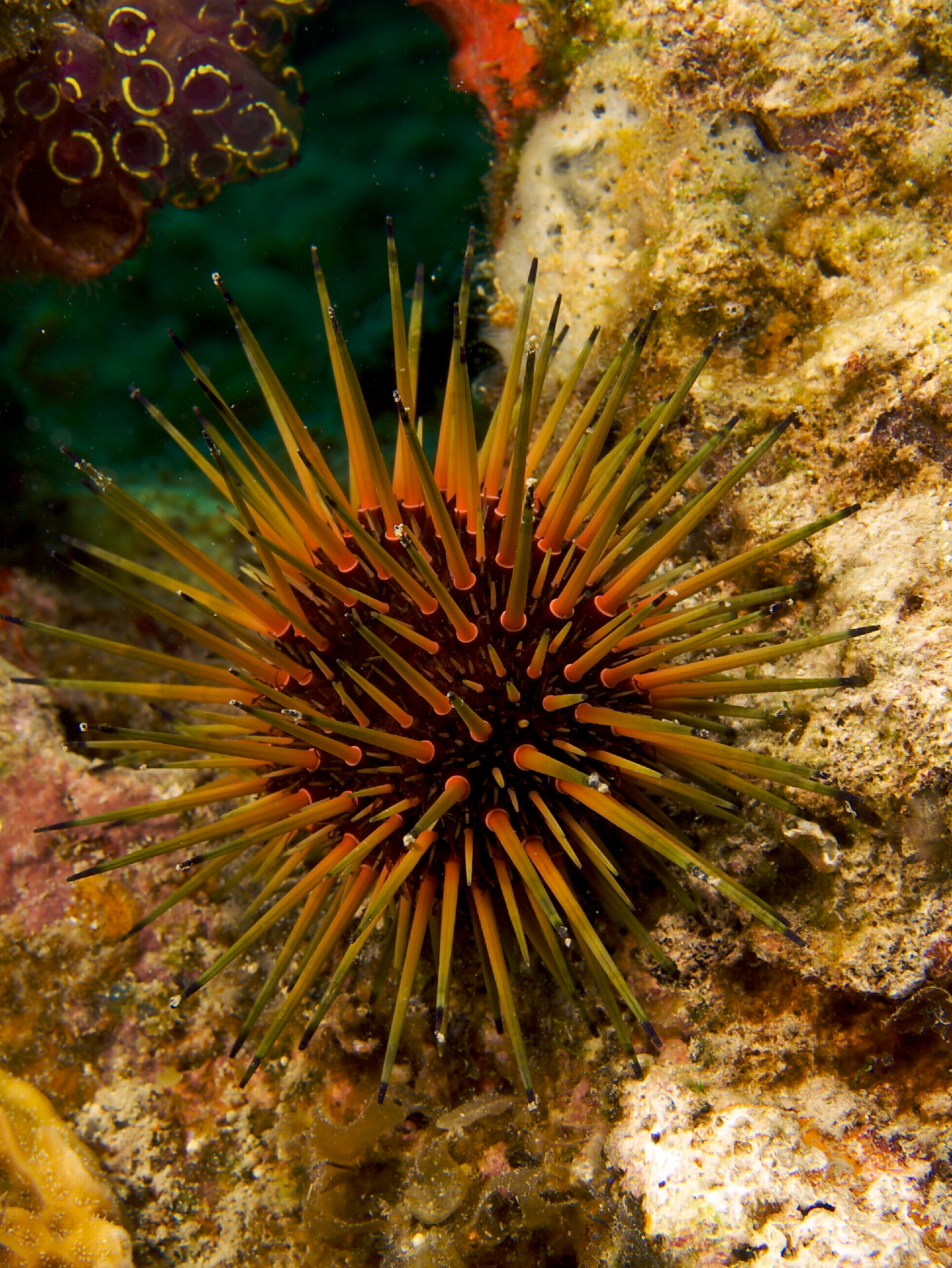
Echinometra viridis
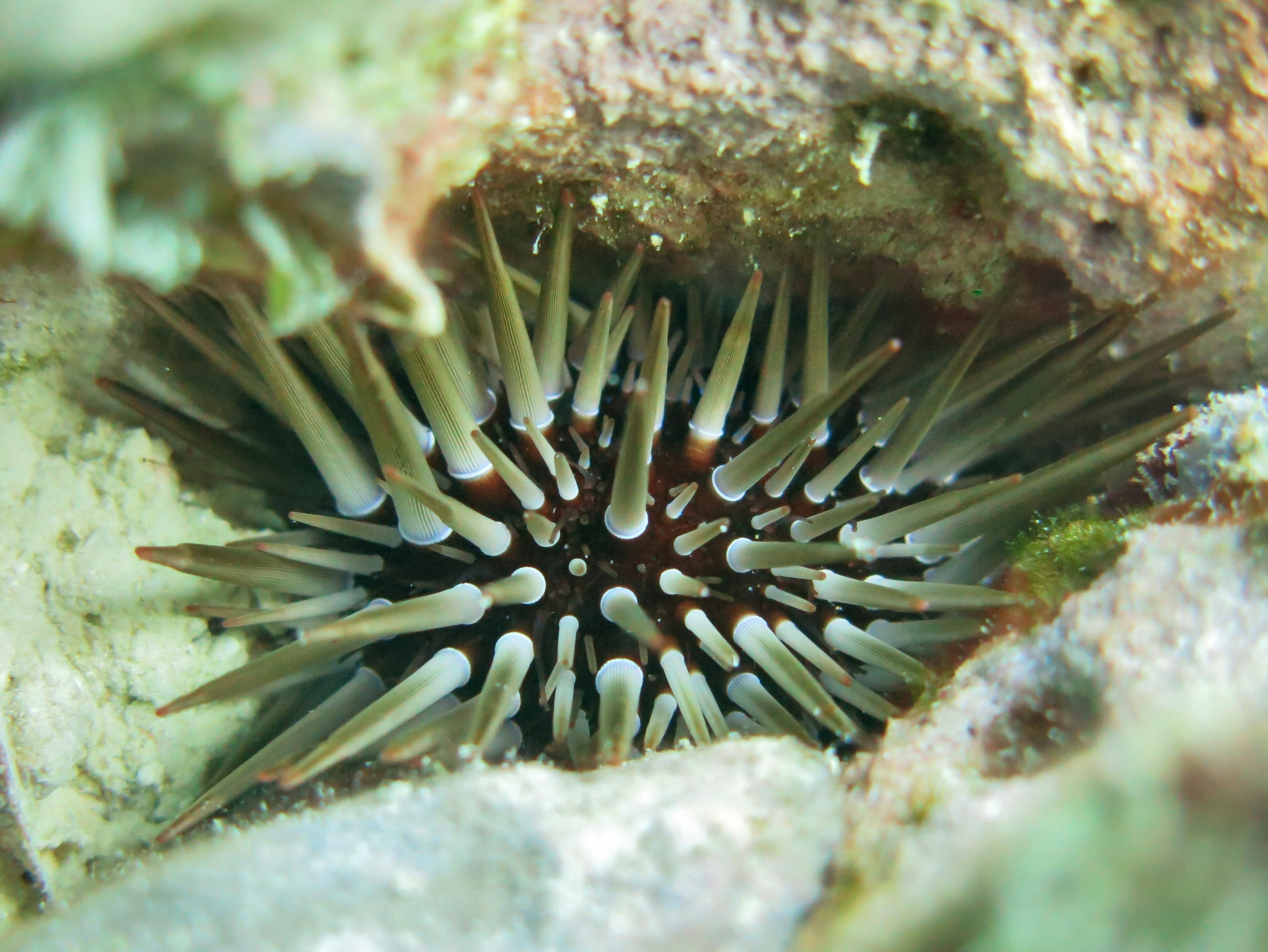
Echinometra mathaei